# María Luisa Bermúdez
María Luisa Bermúdez Vigna (Valparaíso, 23 de octubre de 1915) es una pintora chilena. Su obra se enmarcaría dentro de la pintura naíf que se caracteriza por «composiciones de proposición geométrica en las que se aprecian escenas cotidianas, faenas de pesca, panoramas de la costa central, paisajes urbanos de Valparaíso, rincones caseros, naturalezas muertas, ventanas y retratos»; tras esta tendencia pictórica hacia lo ingenuo también se encontrarían José Santos Guerra, Alberto Jerez, Fioralba Riccomini, Carlos Aceituno, María Mohor, Patricia Rivas, María Paz Sarrat, Alicia Thayer y Berta Ayancán, entre otros.
Por otro lado, Lucía Santa Cruz la catalogó junto a María Mohor entre las denominadas «pintoras instintivas».
Participó en varias exposiciones colectivas, entre ellas la realizada en 1955 en la Galería El Lyceum de La Habana, la muestra «Pintura Instintiva Chilena» del Museo Nacional de Bellas Artes (1972 y 1975) y «Pintores Primitivos e Ingenuos» del Instituto Cultural de Las Condes (1979), entre otras.
Se casó con el también pintor Mario Carreño, quien la retrataría en un óleo sobre tela de 75 x 60 cm en 1949.

## Obras en colecciones públicas
- La mujer sueño y realidad (enlace roto disponible en Internet Archive; véase el historial, la primera versión y la última). (1989), óleo sobre tela y collage de 82 x 61 cm. Museo Nacional de Bellas Artes, Santiago de Chile.
- La ventana (1976), óleo sobre tela de 51 x 40 cm.
- Valparaíso de noche (1976), óleo sobre tela de 52 x 63 cm.
- Ascensor polanco (1976), óleo sobre tela.
- Tren calichero, óleo sobre tela.
- Hacienda El Bosque (1976), óleo sobre tela.
- Parque Italia (1978), óleo sobre tela.
- Palangana con ranúnculos (1980), óleo sobre tela de 38 x 47 cm.
- Yepo con frutas (1979), óleo sobre tela de 40 x 50 cm.
- Camino a la costa (1977), óleo sobre tela de 52 x 40 cm.
- Quinteros (1977), óleo sobre tela de 40 x 50 cm.